# Jean-Pierre Giudicelli
Jean-Pierre Giudicelli (n. 20 februarie 1943, Pau, Aquitaine, Franța – d. 28 aprilie 2024, Aix-en-Provence, Franța) a fost un sportiv ce a reprezentat Franța, medaliat olimpic. A participat la 2 ediții ale Jocurilor Olimpice (1968, 1972) în care a câștigat o medalie de bronz.